# 発掘!アーカイブ探検隊
発掘!アーカイブ探検隊（はっくつ!アーカイブたんけんたい）は、2022年11月14日（13日深夜）から毎日放送（MBSテレビ）で放送の再放送番組。

## 概要
毎日放送（MBSテレビ）が保有している番組の映像の中から、視聴者からのリクエストを交えて、厳選して放送する。
当初は放送上のアーカイブ映像にゲストのワイプ映像や掛け合いを挿入して放送していたが、同局出身の子守康範から「名物番組を台無しに構成」「この番組での扱いは許せない。リスペクトも何もない番組」といった批判があった。後にこの演出は廃止された。
TVerとMBS動画イズムで番組の見逃し配信を行っていた（現在は公開終了）。
2023年6月を最後に放送されていない。

## 放送リスト
- 放送日はすべて暦日表記

| 回数 | 放送日   | タイトル                 | 初回放送日    | 番組内進行         | ゲスト | 備考 |
| ---- | -------- | ------------------------ | ------------- | ------------------ | ------ | ---- |
| #1   | 11月14日 | あどりぶランド           | 1985年11月6日 | 海渡未来、福島暢啓 |        |      |
| #2   | 12月5日  | 夜はクネクネ「布施の巻」 | 1983年4月29日 | 海渡未来、福島暢啓 |        |      |
| #3   | 12月11日 | サントリー1万人の第九    |               | 海渡未来、福島暢啓 |        |      |

| 回数 | 放送日  | タイトル                                                              | 初回放送日                  | 番組内進行 | ゲスト                 | 備考                                                                                              |
| ---- | ------- | --------------------------------------------------------------------- | --------------------------- | ---------- | ---------------------- | ------------------------------------------------------------------------------------------------- |
| #4   | 1月9日  | 夜はクネクネ「最終回」                                                | 1986年12月23日              | 西靖       | 原田伸郎               |                                                                                                   |
| #5   | 2月13日 | 乾杯!トークそんぐ                                                     | 1992年9月17日 1995年8月31日 | 上泉雄一   | 中村美律子             |                                                                                                   |
| #6   | 3月13日 | 突然ガバチョ! ブルースでおちかづき おかえりワイド あん!               |                             | 上泉雄一   | 原田伸郎               | 「～追悼特別企画 さようなら!笑福亭笑瓶さん～」として2023年2月22日に死去した笑福亭笑瓶の追悼企画。 |
| #7   | 4月3日  | 突然ガバチョ!                                                         |                             | 古川圭子   | 長江健次               |                                                                                                   |
| #8   | 5月8日  | ちちんぷいぷい                                                        |                             | 大吉洋平   | たむらけんじ           |                                                                                                   |
| #9   | 6月19日 | あどりぶランド ぼくらは怪しいサラリーマン テレビのツボ ちちんぷいぷい |                             | 松井愛     | ぜんじろう（リモート） | 「追悼特別企画 〜上岡龍太郎さんを偲んで〜」として放送。                                           |

## スタッフ
- ナレーション：松本麻衣子
- 企画・演出：佐川昌裕
- 構成：菊操、宮田智也
- TM：竹本友亮（2023年1月8日-）
- 技術：露口三郎
- カメラ：飯坂知也【毎週】、松本英司、松山智、福田真登、米田喬、四方友登、平本宜之【週替り】
- 音声：森田順、中村太郎、浦野陵、岩崎伸哉、竹内かな子【週替り】
- CA：満田博幸、池田真一、平本宜之【週替り】
- 編集：松本卓紘、挟間茜、今村聡宏、北口貴大、加藤丈晴【週替り】
- 効果：桂英一（エキスプレス）
- MIX：牧野晃帆
- ライブラリー：吉原正夫
- タイトル：宮本由紀子【毎週】、杉浦菜帆【週替り】
- HP：川端崚太【毎週】、菅野祐介【週替り】
- コンテンツ：山田雅之
- 編成：山本達也
- 技術協力：MBS企画、マイシャ、シャガデリック【毎週】、ビデオユニテ、エイティーコーポレーション、エキスプレス、M’s、よしもとブロードエンタテインメント、View【週替り】
- FD：西谷好弘
- ディレクター：青木優子、小高正裕、増田裕明、鎌迫敏弘、佐藤高平、岸本妙子【週替り】
- AP：小竹聡美（2023年5月7日-、2023年3月12日まではプロデューサー）
- プロデューサー：中山貴美子（2023年5月7日-）
- 製作著作：MBS

### 過去のスタッフ
- 企画協力：西寄ひがし（2023年2月12日）
- 協力：ハイフラット、松竹芸能、太田プロダクション（共に2023年3月12日）